# Posto di movimento Capo Verde
Il posto di movimento Capo Verde era un posto di movimento posto sulla ferrovia Genova-Ventimiglia, nelle vicinanze del portale sud dell'omonima galleria.

## Storia
Il posto di movimento venne attivato nel 1962. Esso operò per circa 12 anni, fino al 12 novembre 1974. Il 24 settembre 2001 anche tutta la tratta da Bordighera a Imperia Porto Maurizio, comprendente le stazioni di Ospedaletti Ligure, Sanremo, Taggia-Arma, Santo Stefano-Riva Ligure e San Lorenzo-Cipressa, venne soppressa a causa dell'apertura al servizio della variante a doppio binario in sua sostituzione. Successivamente il fabbricato di servizio venne demolito.
Il sedime ferroviario, rimasto in abbandono fino al 2007, è stato recuperato ricavandone una pista ciclabile inaugurata nel 2008. Del tracciato della ferrovia è stato riqualificato solo il sedime del binario di corsa mentre quello su tracciato deviato, ossia il primo binario, non è stato recuperato e si sono solo asportati i binari con la massicciata.

## Strutture e impianti
L'impianto era composto da un fabbricato di servizio che ospitava l'ufficio del dirigente movimento e da un altro edificio. Il piazzale si componeva di solamente 2 binari, di cui solo il primo servito da una banchina.
Nel 2009 i due fabbricati erano pericolanti e i due binari erano stati rimossi, il primo già dal 1992 e il secondo alla chiusura della linea nel 2001. L'edificio principale che ospitava la dirigenza del movimento conserva ancora il gabbiotto annesso ad esso, malridotto e abbandonato.
Sull'ex sedime del binario di corsa è stato realizzato nel 2008 il percorso della pista ciclabile della Riviera Ligure, inaugurata nel 2008, mentre l'area del primo binario non è stata recuperata.